# Prisma hexagonal triaumentado
Em geometria, o prisma hexagonal triaumentado é um dos sólidos de Johnson (J57). Como o nome sugere, pode ser construído por um aumento triplo de um prisma hexagonal juntando-se pirâmides quadradas a três de suas faces não adjacentes.